# قطعنامه ۹۵۴ شورای امنیت
قطعنامه  ۹۵۴ شورای امنیت سازمان ملل متحد که در تاریخ ۰۴ نوامبر ۱۹۹۴ تصویب شد، سندی بین‌المللی دربارهٔ سومالی است. این قطعنامه طی نشست ۳۴۴۷ام با ۱۵ رای موافق، ۰ مخالف و ۰ ممتنع تصویب شد.